# جاناتان هررا (بازیکن فوتبال، زاده ۱۹۹۱)
جاناتان هررا (انگلیسی: Jonathan Herrera؛ زادهٔ ۱۶ سپتامبر ۱۹۹۱) بازیکن فوتبال اهل آرژانتین است.
از باشگاه‌هایی که در آن بازی کرده‌است می‌توان به باشگاه ورزشی آئوداکس ایتالیانو اشاره کرد.